# Chlorostilbon alice
La esmeralda coliverde o esmeralda de cola verde (Chlorostilbon alice) es una especie de ave apodiforme de la familia Trochilidae —los colibríes— perteneciente al género Chlorostilbon. Es endémica de Venezuela.

## Distribución y hábitat
Se distribuye por las regiones montañosas del norte de Venezuela, desde Falcón (Sierra de San Luis) hacia el sur hasta Lara y Trujillo, y hacia el este hasta Sucre y el norte de Monagas.
Esta especie es considerada localmente común en sus hábitats naturales: los bordes de bosques húmedos a semihúmedos y bosques nubosos, con menor frecuencia en bosques secos. Rara vez se encuentra en bosques densos, prefiriendo los bordes, los crecimientos secundarios, las plantaciones y los bordes de las carreteras; en altitudes entre 700 y 1800 m.

## Descripción
Mide alrededor de 8 cm de longitud y pesa en torno a los 4 g. Su pico es corto y recto y su plumaje es muy similar al de la esmeralda colifina (Chlorostilbon stenurus) y al de la esmeralda coliazul (Chlorostilbon mellisugus, de la que se puede distinguir con relativa facilidad por la cola de color verde que le da su nombre común.

## Sistemática

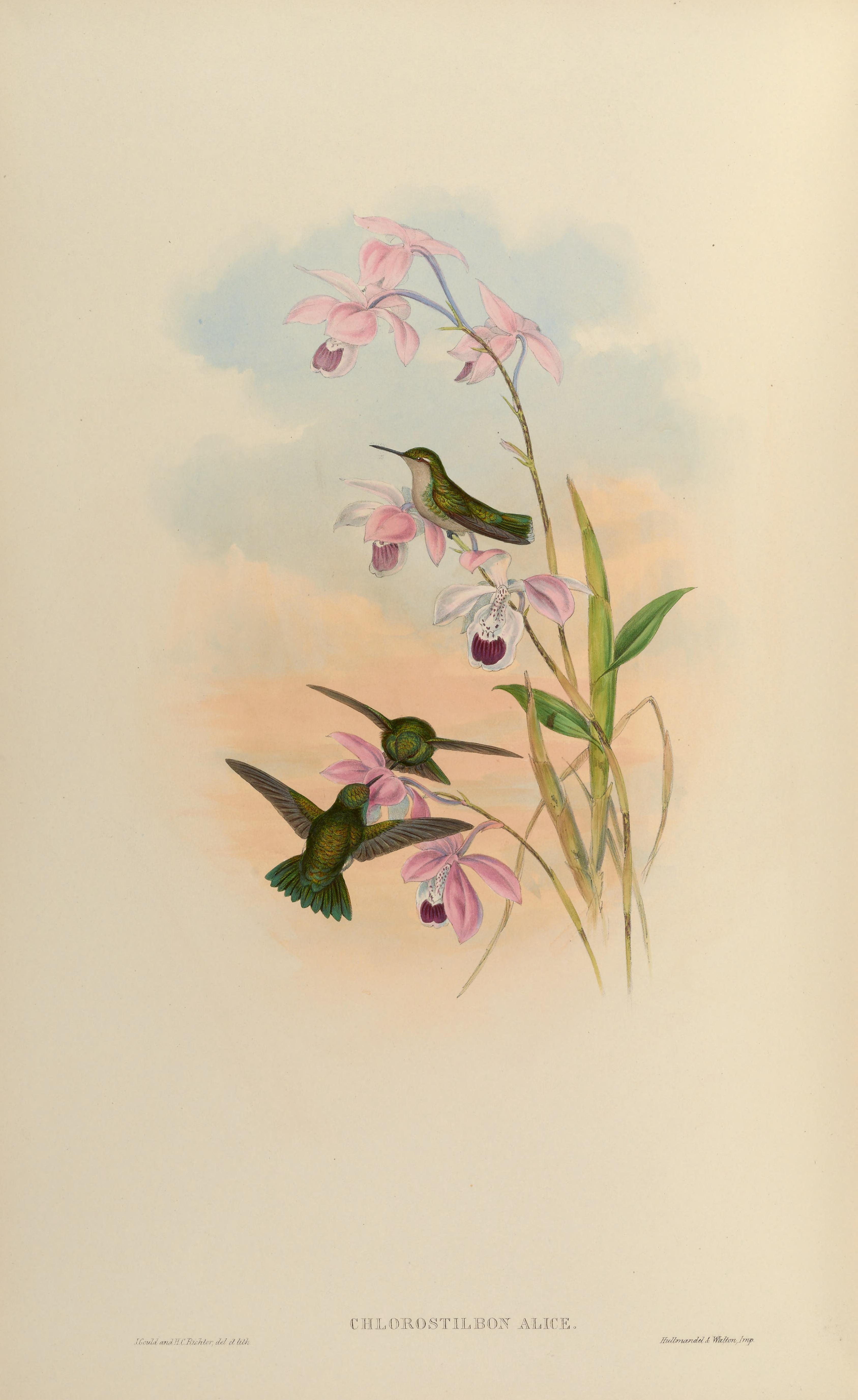
Chlorostilbon alice, ilustración de Gould y Richter en A monograph of the Trochilidae, or family of humming-birds 5, 1861.

### Descripción original
La especie C. alice fue descrita por primera vez por los ornitólogos franceses Jules Bourcier y Étienne Mulsant en 1848 bajo el nombre científico Trochilus alice; su localidad tipo es: «Caracas».

### Etimología
El nombre genérico masculino «Chlorostilbon» se compone de las palabras del griego «khlōros» que significa ‘verde’, y «stilbōn» que significa ‘brillante’, un epíteto del planeta Mercurio; y el nombre de la especie «alice», no se conoce su dedicación como epónimo femenino.

### Taxonomía
Ya fue tratada como una subespecie de Chlorostilbon poortmani. Es monotípica.